# クラウンポイント・レイク郡拘置所の脱獄事件
クラウンポイント・レイク郡拘置所の脱獄事件（クラウンポイント・レイクぐんこうちしょのだつごくじけん）とは、1934年にインディアナ州クラウンポイントにあるレイク郡拘置所に拘留されていたギャングのジョン・デリンジャーが脱走した事件である。デリンジャーは銀行強盗と警官殺害の容疑で裁判を受けている最中だった。

## 事件発生までの経緯

### オマリー巡査殺害～逮捕
1934年1月15日の午後、デリンジャーギャング（ジョン・デリンジャー、ハリー・ピアポント、ジョン”レッド”・ハミルトン、チャールズ・マクレイの5名）がインディアナ州イーストシカゴのファーストナショナル銀行を襲撃した。警官数名が駆け付け、ホバート・ウィルガス巡査(Hobart Wilgus,36)が銀行に入るがそのまま人質にされた。
一味は2万5千ドル(現在の約59万ドル)を手に入れ、副支店長とウィルガス巡査を盾にしながら歩道に現れたところをウィリアム・オマリー巡査(William Patrick O'Malley,43)が発砲した。弾はデリンジャーの胸の辺りに3～4発命中するも防弾チョッキに遮られ、デリンジャーもトンプソン短機関銃を撃ち返し巡査に8発の銃弾を浴びせた。初めて人を撃ったデリンジャーは「おまえが悪いんだ！」と叫んだという。オマリー巡査は妻と3人の娘を残し死亡した。
撃ち合いでレッド・ハミルトンが右腕を撃たれたためシカゴに留まることにし、あとの4人は2,500キロ離れたアリゾナ州ツーソンまで逃げた。ツーソンで仲間のラッセル・クラークと合流した。しかしたまたま潜伏中のホテルで発生した火災がきっかけで身元がばれてしまい、強盗からわずか10日以内にハミルトン以外の全員が逮捕された。
収容先のピマ郡拘置所には報道陣が詰め掛け、デリンジャーを一目見ようと2千人以上の野次馬が集まった。混乱を恐れた州当局は速やかに州外へ追い出そうとした。

### クラウンポイントへ
インディアナ州のロバート・エスティル検事(Robert Estill,46)と州警察のマット・リーチ署長(Matthew Leach,40)、それに身の安全のため町を離れていたウィルガス巡査の3人は、彼らの身柄引き渡しの交渉をするため直ちにツーソンに赴いた。リーチ署長が監獄を見に行くと、デリンジャーは丁寧に挨拶をしたが、ピアポントは「必ず殺してやる」と悪態をついた(リーチがピアポントの母親を拘束し息子の居場所を尋問したのを恨んでいた)。
審議の結果、デリンジャーはオマリー巡査殺害の裁判を受けるためインディアナ州に引き渡し、ピアポント、マクレイ、クラークはオハイオ州に引き渡すことが決まった。
1月30日、アメリカン航空のチャーター機がシカゴ・ミッドウェー空港に到着した。 空港からは13台の車列で州警察とイーストシカゴ警察の警官70名と共にクラウンポイントにあるレイク郡拘置所に移動した。同乗した刑事は脱走の兆候があれば直ちに発砲して良いと指示を受けた。
拘置所に到着したエスティル検事は報道陣の写真撮影に快く応じ、このとき検事の肩にデリンジャーが馴れ馴れしく腕を載せる有名な写真が撮られた。一方ウィルガスは報道陣のカメラを避け続けた。小さな町クラウンポイントは全米に知れ渡った。

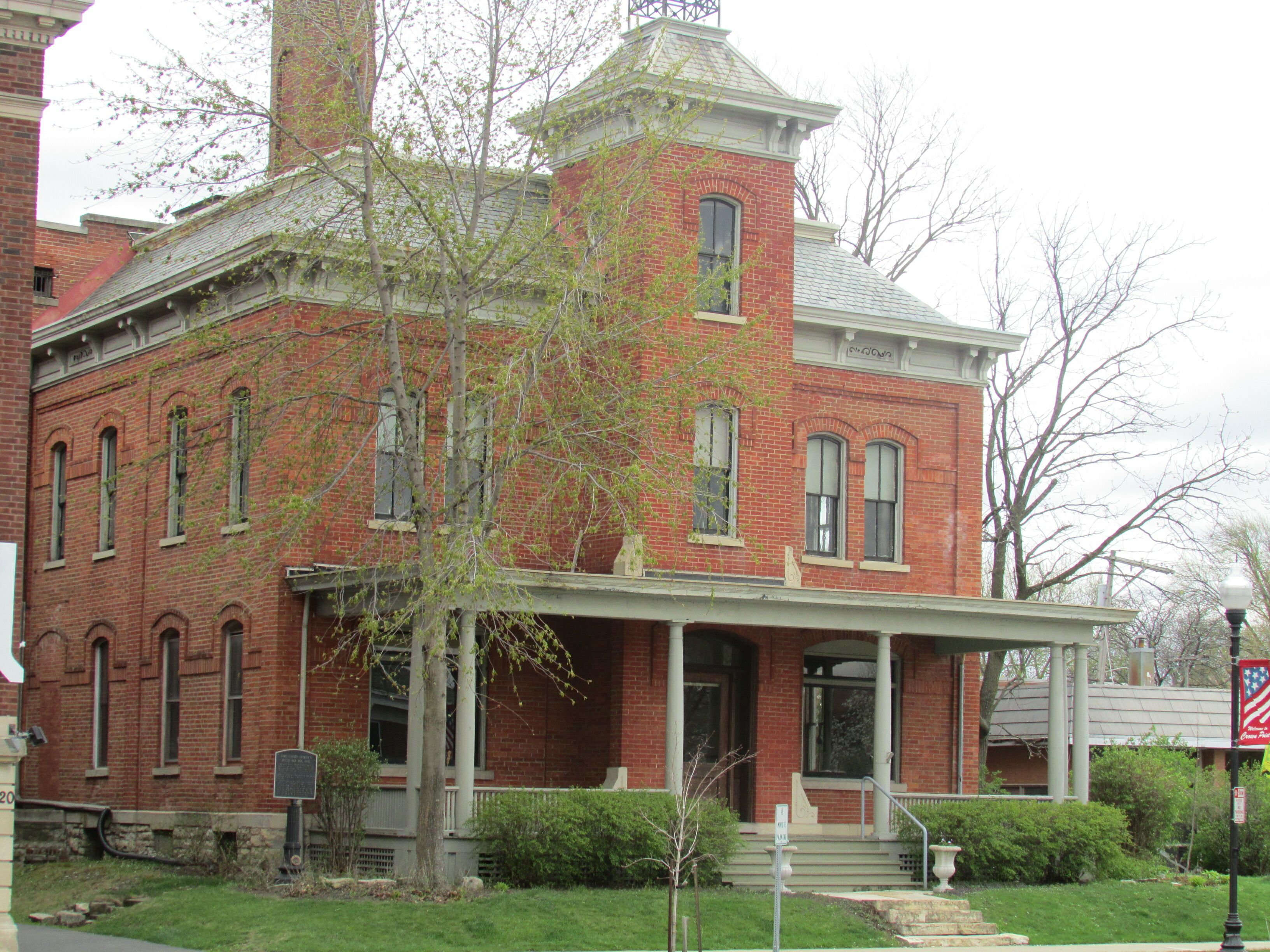
レイク郡拘置所

### 拘留
2月6日に行われた罪状認否で、検察側は5名の目撃者がいると述べ、弁護士のルイス・ピケット(Louis Phillip Piquette,54)は事件当日にフロリダ州デイトナビーチでデリンジャーを見たという6名の証人がいると反論している。公判は3月12日と決まった。
エスティル検事は裁判中も頑強なインディアナ州刑務所に入れるべきだと主張したが、判事は拘置所で十分と判断した。管理者のリリアン・ホリー保安官(Lillian Mae Hatch Holley,42)も「州で最も安全な施設」だと公言した。周辺は武装した州兵と自警団が警備し外部からの襲撃に備えた。
2月26日、ミセス・デリンジャーを名乗る女性が面会に訪れた。看守が会話を盗み聞きしたがほとんど聞き取れず、この女性がビリー・フレシェットだったと後で判明した。

## 脱走事件

### 脱走
拘置所でのデリンジャーは看守の言うことを守った。トイレの排泄物が溜まった容器を清掃する仕事をし、トラブルとは無縁の模範囚だった。これで看守の気が緩んだのは明らかであった。
3月3日午前9時15分頃、デリンジャーを含む16名が2階の運動室で朝の体操をしていると、サム・カフーン保安官代理(Sam Cahoon,64)が石鹸を運びにきた。そのとき突然デリンジャーがカフーンに飛びついて横っ腹に拳銃を押し当て、そばにいた看守2名と共に独房に閉じ込めた。拳銃は木の板を削って作った偽物だった。
廊下を覗くと指紋鑑定技師のアーネスト・ブランク副保安官(Ernest Blunk)がいたのでカフーンに彼を呼ばせた。何の疑いもなくやってきたブランクも拘束され、彼が持っていたマスターキーを奪った。するとアフリカ系アメリカ人の殺人犯ハーバート・ヤングブラッド(Herbert Youngblood,29)が掃除用具の柄を武器に加勢し、他の看守や囚人たちを運動室に閉じ込めた。一緒に逃げないかと数名に声を掛けたがデリンジャーの共犯者として指名手配されるのを恐れたのだろう、ついてきたのはヤングブラッドだけだった。
2人はブランク副保安官を人質にして管理室に向かった。デスクで寝ている看守の横を通り過ぎ（この看守は最後まで目覚めなかった）、管理室でトンプソン2丁を手に入れ最終的に20人余りの看守や事務職員を制圧した。
次にガレージに行くがすぐに動かせそうな車がないので、裏口を出て2軒隣りの市営駐車場に向かった。駐車場にいた整備士のエドウィン・サーガーにいちばん速い車を尋ねると、ホリー保安官が所有する黒の1933年型フォードV8を指差した。ブランク副保安官に運転を命じ、デリンジャーは助手席に、整備士とヤングブラッドは後部座席に座った。

### 逃走
駐車場を出ると西の方角に車を走らせた。ブランクは周囲の注意を引こうと赤信号を無視するが失敗に終わり「もう一度やったら殺す」とデリンジャーに脅された。町外れまで出るとデリンジャーは鼻歌交じりに"The Last Roundup"と”Get along little dogie”を口ずさみ、またインディアナ州セントジョン付近の州道41号線で車を停め、フロントグリルに付いている赤色灯を壊したという。
2人の人質はクラウンポイントから西へ約50キロのイリノイ州ペオトーン111番地付近で無傷のまま解放され、通りかかった農夫に拾われた。道路は薄っすらと積雪がありタイヤ痕を追ってみたがすぐに見失った。
脱走後の拘置所は混乱を極めた。デリンジャーは追っ手が来ないよう拘置所のあらゆるドアを施錠してマスターキーを持ち去ったため、閉じ込められている職員の救出に時間を要した。看守や職員は互いに責任を押し付け合い、ホリー保安官は階段に座り込んで泣いていた。
シカゴに着いたデリンジャーはヤングブラッドと別れ、N.ハルステッドst.3512のビリー・フレシェットのアパートに転がり込んだ。2人はすぐにミネアポリスにいる仲間のエディ・グリーンのアパートに移動し、ジョン”レッド”・ハミルトンやホーマー・ヴァン・メーターと落ち合い、彼らが連れてきたベビーフェイス・ネルソンとトミー・キャロルが仲間入りした。脱走からたった3日後の3月6日にサウスダコタ州スーフォールズの銀行を襲い4万9千ドル(現在の約115万ドル)を奪っている。
ホリー保安官のフォードV8が発見されたのは脱走から3日目で、3日もかかったのは警察無線がナンバープレートの数字を間違えて伝えていたせいだった。
また、人質を乗せた盗難車で州を跨いだことで、連邦誘拐法（通称 リンドバーグ法）と全米自動車盗難法(通称 ダイアー法)に違反することになり連邦捜査局の捜査対象となった。内容はシカゴ支局のメルヴィン・パーヴィスからJ・エドガー・フーバー長官へと電報で伝えられた。

### ハーバート・ヤングブラッドのその後
ヤングブラッドはデリンジャーから100ドルとコルトM1903を受け取り、1人でカナダ国境近くのミシガン州ポートヒューロンに向かった。
鋳物工場で仕事を見つけ、毎晩のように酒場に行くと「おれがデリンジャーを助けてやった」などと自慢していたという。脱走から13日目の夜、酒に酔って食料品店に立ち寄った彼はタバコ代を巡って口論を起こし、商品棚を倒すなどして暴れた。保安官3名が駆け付け拳銃を取り上げるが、尻のポケットに隠してあったもう1丁の.32口径サヴェージ1907を抜き乱射した。チャールズ・キャバノー副保安官(47)が両肺を撃たれ死亡、他2名も胸などを撃たれる重傷を負いながらもヤングブラッドに10発を撃ち込んだ。店番をしていた店主の息子も肩に大怪我を負った。
ヤングブラッドは病院に運び込まれたが4時間後に死亡した。撃たれる直前「昨日までデリンジャーと一緒だった」と虚偽の発言をし、警察はポートヒューロン周辺に捜索隊を送るという無駄足を踏まされた。

## 関係者への影響

### ロバート・エスティル検事
この事件で最も被害を被ったのはロバート・エスティル検事であろう。彼には何一つ落ち度がないのにデリンジャーと友人のように振る舞う写真のせいですっかり信用を失くしてしまった。大陪審は「移送を終えるまでの2日間、検事はほとんど睡眠をとらず極度の緊張状態にあった。無事に到着して警戒心が解けた瞬間だったのだ」と擁護したのだが、これまでのキャリアは台無しになり、いずれ州知事になるであろう野心も絶たれた。
1951年にシカゴの雑誌社が『デリンジャーの呪い／彼はいかにして仲間を墓場に陥れたか?』という連載記事を掲載し、その中で「検察官は職を解かれ失意のうちに亡くなった」などとでたらめを書いたことに対し、名誉棄損とプライバシー侵害の訴訟を起こしている。

### ホバート・ウィルガス巡査
銀行強盗と警官殺害を間近で目撃したウィルガス巡査は、その日からデリンジャーギャングに殺されるのではないかと怯えて過ごした。同僚らも彼と行動するのを嫌がり、署長の提言で妻と娘を連れて他の町に避難した。5月23日にイーストシカゴでパトロール中の警官2名がホーマー・ヴァン・メーターによって短機関銃で惨殺される事件（1人は1月15日の銀行強盗に駆け付けた警官だった）が起きており、証人のウィルガスを狙ったのだろうと噂された。
妻のメアリーは後に、デリンジャーが射殺されるまでの半年間は毎日悪夢を見ているようだったと話している。

### リリアン・ホリー保安官
事件直後に拘置所の階段に座り込んで泣いているリリアン・ホリー保安官の写真が新聞に掲載され、怒ったホリーは「もしデリンジャーに再会できたら私が撃ち殺す」と言い放った。
レイク郡が開いた会合で「拘置所を過信しすぎた」「看守の職務怠慢が常態化していた」「経験豊富な職員を揃えなかった」などの批判が読み上げられ辞任を要求されたが、その根底にあるのは「女性に保安官は務まらない」という女性蔑視だった。だが警察や多くのマスコミは彼女を擁護しており、大陪審も彼女の責任を問うことはなく任期を全うした。

### マット・リーチ署長
『デリンジャーギャング』の名を世間に広めたのはインディアナ州警察のマット・リーチ署長(Matthew Leach)である。彼はデリンジャーギャングを熱心に追い続け捜査局に協力を要請したが、最新技術を駆使する捜査局にとって地方警察など取るに足らない存在で相手にされなかった。
ところがその自分たちより劣るはずの地方警察にデリンジャーが引き渡されたため、捜査局のＪ・エドガー・フーヴァー長官は機嫌を損ねリーチを目の敵にし始めた。7月にシカゴのバイオグラフシアターでデリンジャーを追い詰めたとき州警察には何も知らされず、リーチは翌朝の新聞で事件を知った。さらにフーヴァーはインディアナ州の有力者を味方に付け、複数の捜査妨害をされたとしてリーチを起訴した。何度も辞職を促されたが拒否したため、1937年にインディアナ州知事の命令で解雇された。
その後はセールスマンなどをして第二次世界大戦では兵役を務めた。1955年6月、デリンジャーに関する回顧録を出版しようと妻と一緒にニューヨークの出版社に行くが、その帰り道にペンシルバニア州サマセット付近で正面衝突事故を起こした。この事故でリーチと妻を含む4人が死亡した。

### 看守のサム・カフーンとアーネスト・ブランク
最初に人質になったカフーン保安官代理とブランク副保安官は直ちに停職処分となった。
カフーンは泥酔で2度も拘留された過去があるという噂が広まった。一方ブランクは停職中に数日間の旅行に出かけたため、デリンジャーのところへ賄賂を受け取りに行ったのだろうと疑われた。彼は「インディアナポリス警察の尋問を受けてきた」と説明したがインディアナポリス警察にそのような記録はなかった。
検察は2人を脱走幇助の容疑で起訴した。買収の証拠は見つからなかったが、看守の職務を放棄した罪で有罪となった。

## その他のエピソード
- クラウンポイント(Crown Point)は、脱走事件のあとしばらくの間 ”Clown Point”（Clown=ピエロ）と嘲笑された。また「インディアナ州ウッディガン(木製銃)」と書かれた郵便物が実際にクラウンポイントに配達されたこともあった。
- 脱走するとき使用した木製の拳銃は、洗濯板をカミソリで削り靴墨のブラシで黒く汚して作ったというのが通説となっており、脱走後にデリンジャーから父親に手渡されたと言われている。2019年のオークションに出品された物は4万ドルの値が付いたが[24]、コピーが複数出回っておりどれが本物なのかわからない。
- リリアン・ホリー保安官は「保安官が殉職したときは配偶者が引き継ぐことが出来る」という当時の制度に従って、死亡した夫の残り2年の任期を継いだ。インディアナ州で4人目の女性保安官だった。1994年に103歳で亡くなった。
- 夫のロイ・ホリー保安官は1932年に殉職した。インディアナ州ロスの農場で、木を切っている隣人を見た農夫の男がそこが自分の土地だと勘違いし、その隣人を射殺する事件が発生。通報を受けたロイ・ホリー保安官(43)と副保安官4名が容疑者宅に踏み込むが、ホリーはショットガン2発を撃たれ死亡した。銃撃戦になり容疑者は4時間後に自殺した。ロイ・ホリーには妻リリアンと16歳の双子の娘がいた。

## レイク郡拘置所の概略
1840年、インディアナ州レイク郡のクラウンポイントが郡庁所在地として制定される。
この頃は木造の小規模な拘置所があったが、それから30年の間に町は急速に発展し、1882年に第二帝政期様式を採用した2階建てのレンガ造りの建物に建て替えられた。
人口が増えるに連れ手狭になったため、1928年に大規模な増築工事が行われた。最先端の安全性と言われた150の独房、調理場、食品貯蔵庫、冷暖房システム、理髪店、ガレージ、管理人とその家族の住居エリアなどが備わり、インディアナ州で最も最新で脱獄不可能な施設と言われた。
1974年に閉鎖し、店舗が入ったりもしたがしばらく空き家の状態が続くが、1989年に国家歴史登録財に登録されると市民の関心が高まり1990年に修復工事が行われた。2008年には映画「パブリック・エネミーズ」(2009)の撮影で使用され、この脱走事件を再現した。
現在(2023年)は閉鎖しているが、毎年定期的に『超常現象ツアー(肝試し)』が催されている。

### 出展
1. ↑  Rogers, W. Lane (2011年1月4日). “Dillinger Arrested In Tucson | Arizona Capitol Times” (英語). 2023年11月13日閲覧。
2. ↑  Rogers, W. Lane (2011年1月4日). “Dillinger Arrested In Tucson | Arizona Capitol Times” (英語). 2023年11月13日閲覧。
3. ↑  “Matthew Leach (1895-1955) | American Experience | PBS” (英語). www.pbs.org. 2024年4月19日閲覧。
4. ↑  “Eat my dust: the story of John Dillinger | libcom.org” (英語). libcom.org. 2023年11月13日閲覧。
5. ↑  “Dillinger-Pieces that others are leaving out.”. khuish.tripod.com. 2023年12月6日閲覧。
6. ↑  nomadicniko (2016年5月31日). “John Dillinger and Crown Point, Indiana” (英語). Nomadic Niko. 2023年12月15日閲覧。
7. ↑  nomadicniko (2016年5月31日). “John Dillinger and Crown Point, Indiana” (英語). Nomadic Niko. 2023年11月8日閲覧。
8. ↑  “Eat my dust: the story of John Dillinger | libcom.org” (英語). libcom.org. 2023年11月13日閲覧。
9. ↑  hradmin (2021年6月1日). “Dillinger's Daring Escape - The History Reader” (英語). The History Reader. 2023年11月16日閲覧。
10. ↑  “John Dillinger Museum shows off wooden gun to mark anniversary of his escape” (英語). ABC7 Chicago. 2023年12月18日閲覧。
11. ↑  “TRUTH BEHIND THE WOODEN GUN”. www.johnniedillinger.freeservers.com. 2023年12月6日閲覧。
12. ↑  “TRUTH BEHIND THE WOODEN GUN”. www.johnniedillinger.freeservers.com. 2023年12月7日閲覧。
13. ↑  Peek, Jeff (2021年9月9日). “Tracked Down: Dillinger’s 1933 Ford V-8 getaway cop car” (英語). Hagerty Media. 2023年11月14日閲覧。
14. ↑  Bolt, Lightning (2013年3月18日). “Home Brewed Mojo: THE END OF HERBERT YOUNGBLOOD”. Home Brewed Mojo. 2024年3月26日閲覧。
15. ↑  “名前。生年。死亡年。「Find a Grave」 メモリアル”. ja.findagrave.com. 2023年11月14日閲覧。
16. ↑  Bolt, Lightning (2013年3月18日). “Home Brewed Mojo: THE END OF HERBERT YOUNGBLOOD”. Home Brewed Mojo. 2023年12月2日閲覧。
17. ↑  “Herbert Youngblood, Dillinger associate”. The Times Herald:  pp. 67. (2007年7月29日) 2023年12月2日閲覧。
18. ↑  “Estill v. Hearst Publishing Co., Inc, 186 F.2d 1017 (7th Cir. 1951)” (英語). Justia Law. 2023年11月15日閲覧。
19. ↑  “Dillinger-Pieces that others are leaving out.”. khuish.tripod.com. 2023年11月29日閲覧。
20. ↑  “Dillinger-Pieces that others are leaving out.”. khuish.tripod.com. 2023年12月4日閲覧。
21. ↑  “Matthew Leach (1895-1955) | American Experience | PBS” (英語). www.pbs.org. 2023年12月10日閲覧。
22. ↑  “名前。生年。死亡年。「Find a Grave」 メモリアル”. ja.findagrave.com. 2023年12月10日閲覧。
23. ↑  “TRUTH BEHIND THE WOODEN GUN”. www.johnniedillinger.freeservers.com. 2023年12月7日閲覧。
24. ↑  Beals, Daniel (2022年10月13日). “21Country: Has John Dillinger’s infamous wooden gun been discovered?” (英語). https://www.21alivenews.com. 2023年11月14日閲覧。
25. ↑  “NIGHT AT THE OLD LAKE COUNTY JAIL” (英語). AMERICAN HAUNTINGS GHOST HUNTS. 2023年12月18日閲覧。
26. ↑  “Ghosts at the Old Lake County Jail” (英語). Horror. 2023年12月19日閲覧。